# روجر وليامز (سياسي)
روجر وليامز (بالإنجليزية: Roger Williams)‏ هو مسير أعمال ومدرب رياضي ولاعب كرة قاعدة وسياسي أمريكي، ولد في 13 سبتمبر 1949 في إيفانستون في الولايات المتحدة. حزبياً، نشط في الحزب الجمهوري.

## مناصب
- في انتخابات مجلس النواب الأمريكي 2012، انتخب عضو مجلس النواب الأمريكي عن دائرة Texas's 25th congressional district [الإنجليزية]‏ وقد انضم خلال فترته النيابية (3 يناير 2013 – 3 يناير 2015) للكتلة البرلمانية الحزب الجمهوري.
- في انتخابات مجلس النواب الأمريكي 2014 [الإنجليزية]‏، انتخب عضو مجلس النواب الأمريكي عن دائرة Texas's 25th congressional district [الإنجليزية]‏ وقد انضم خلال فترته النيابية [الإنجليزية]‏ (6 يناير 2015 – 3 يناير 2017) للكتلة البرلمانية الحزب الجمهوري.
- في انتخابات مجلس النواب الأمريكي 2016، انتخب عضو مجلس النواب الأمريكي عن دائرة Texas's 25th congressional district [الإنجليزية]‏ وقد انضم خلال فترته النيابية [الإنجليزية]‏ (3 يناير 2017 – 3 يناير 2019) للكتلة البرلمانية الحزب الجمهوري.
- انتخب وزير خارجية تكساس [الإنجليزية]‏ (2005 – 2007).
- انتخب عضو مجلس النواب الأمريكي.

## وصلات خارجية
- روجر وليامز على موقعبيزبول رفرنس.كوم (الدوري الثانوي) (الإنجليزية)
- الموقع الرسمي